# Пол Бакхейт
Пол Бакхейт — американський комп'ютерний інженер та підприємець, який створив Gmail. Він розробив оригінальний прототип Google AdSense як частину своєї роботи над Gmail. Він також запропонував Google колишній девіз компанії — «Не будь злим», на обговоренні цінностей компанії в 2000. Цей девіз був спочатку придуманий в 1999 році інженером Амітом Пателем.

## Ранні роки життя та освіта
Бакхейт виріс у Нью-Йорку. Він навчався в університеті Case Western Reserve в Клівленді, штат Огайо де набирав співробітників.

## Кар'єра
Бакхейт працював у Intel, а згодом став 23-м співробітником Google. У Google він почав розробляти Gmail у 2001 році з такими нововведеннями: пошук та зберігання. Він також передбачив, у що перетвориться AdSense згодом. Покинувши Google у 2006 році, Бакхейт разом із партнером Бретом Тейлором заснував FriendFeed, який був запущений у 2007 році. FriendFeed був придбаний Facebook у 2009 році в рамках приватної транзакції, в результаті якої Бакхейт став співробітником Facebook. У 2010 році Бакхейт залишив Facebook, щоб стати партнером інвестиційної фірми Y Combinator. З 2006 року (коли він почав інвестувати) і до 2008 року, Бакхейт інвестував близько 1,21 мільйона доларів у 32 різні компанії. 
Він продовжує наглядати як інвестиційний ангел за «близько 40» стартапами (за його власною оцінкою) і активно працює з Y Combinator.

### Відзнаки та сертифікати
Він виграв нагороду The Economist Innovation Awards 2011 у галузі обчислювальної техніки та телекомунікацій .

## Філантропія
У 2009 році Бакхейт створив Google Moderator для краудсорсингу ідей некомерційних організацій, які мають скористатися його фінансовою підтримкою. Цитуючи його:
Стосовно речей, які я хотів би підтримати, я б розглянув будь-що, але, мабуть, найбільш прихильний до сфер здоров'я, свободи та освіти. Що стосується рішень, я дуже скептично ставлюся до централізації, універсальних рішень та людей, які впевнені у відповіді. Я також вважаю за краще підтримувати речі, які мають відчутні, об'єктивні результати (де можна сказати, «ці гроші були використані для придбання X» або «ці гроші були використані для фінансування дослідження Y, яке буде опубліковане цієї осені»).
Бакхейт робив пожертви різним організаціям охорони здоров'я після смерті свого 33-річного брата від раку підшлункової залози.
Бакхейт заявив, що він вважає, що суспільство має технології та ресурси, щоб забезпечити достойне харчування, житло, освіту та охорону здоров'я для кожного, використовуючи лише частку наявної робочої сили та ресурсів. На його думку, це означає, що можна покласти край рабському найму. Далі Бакхейт заявив:
В мене не має потреби працювати. Працювати - це мій вибір. І я вірю, що кожен заслуговує тієї самої свободи, що і я. Якщо все зробити правильно, це також є економічно вигідним, тобто всі ми матимемо більше багатства. Ми часто говоримо про те, яким блискучим  провидцем був Стів Джобс, але, мабуть, мільйони людей можуть бути такими ж видатними, як він. Різниця полягає в тому, що вони, ймовірно, не росли серед чудових батьків, дивовижних вчителів та середовища, де інновації були нормою. Також вони не жили на вулиці Стіва Возняка. Економічно нам не потрібно більше робочих місць. Нам потрібно більше таких людей, як Стів Джобс. Коли ми зробимо всіх вільними, ми отримаємо шалений результат. Результатом стане безпрецедентний бум людської творчості та винахідливості.